# Brezboštvo
Brezboštvo je svetovni nazor, ki ne vključuje potrebe po obstoju enega ali več bogov. Brezboštvo lahko enačimo z ateizmom, večinoma pa ima širši doseg. Nekatere religije ne temeljijo na pojmovanju boga, bodisi kot boga stvarnika, ali zanikajo njegov vpliv na bivanje ali v kakem drugem smislu. Brezbožne religijske tradicije zasledimo v: budizmu, hinduizmu, džainizmu in raelijanstvu. Brezbožno izhodišče najdemo tudi v nekaterih krščanskih teologijah (sekularna teologija, krščanski ateizem).
V pojem brezboštvo lahko vključimo tudi agnosticizem; stališče, da se o obstoju enega ali več bogov ne moremo opredeliti.
Pojem v obliki (angl.) non-theism oziroma nontheism, ki ji ustrezajo na primer (rus нетеизм ali srb. nonteizam), je poleg starodavnega ateizem uvedel George Holyoake leta 1852 z obrazložitvijo:
»... Ateist je izrabljena beseda. V starih kot tudi v modernih časih so jo uporabljali za osebe brez Boga in tudi brez morale. ... Non-theism je pojem, manj podvržen takemu nerazumevanju, saj predpostavlja le ne-sprejemanje teistove razlage nastanka in upravljana sveta.«

## Vera brez boga
Ray Billington, nekdanji metodistični duhovnik, trdi v svoji knjigi »Vera brez Boga«, da brezboštvo in verovanje nista v nasprotju. Za cilj si postavlja »odrešitev vere od Boga«. Nasprotuje mnenju, da je možno o morali, človeškem bistvu, usodi in celo mističnih izkušnjah razmišljati le v kontekstu vere v božanstva. S tem se je uvrstil v dolgo zaporedje avtorjev, ki so skušali ugotoviti, ali je vera v boga nujna sestavina človeške biti.